# Diecéze Coimbra
Diecéze Coimbra (latinsky Dioecesis Colimbricensis) je římskokatolická diecéze na území Portugalska se sídlem v městě Coimbře a s katedrálou Nejsv. Jména Ježíš. Je sufragánní diecézí vůči arcidiecézi Braga. 

## Historie
Diecéze Conímbriga vznikla ještě v římské době, i když neznáme její biskupy. Po dobytí oblasti Svéby roku 468 začal úpadek města, v jehož důsledku bylo biskupské sídlo přeneseno do nedalekého sídla Aeminium. Diecéze se však dále nazývala podle původní lokality Conímbriga a biskupové episcopi Conimbriensis, což vedlo i ke změně názvu města Aeminium na Conímbriga, v době arabské nadvlády změněno na Colimbria, z čehož vzniklo dnešní Coimbra. Ve druhé polovině 6. století máme doložena první jména biskupů. V roce 712 byla oblast dobyta Araby, kteří ji ovládali až do roku 1064. Diecéze nezanikla, známa jsou i jména biskupů. Po pádu arabské nadvlády byly diecéze reorganizována a podřízena metropoli v Braze.